# Korso
Der Begriff Korso (von ital. corso = Lauf, Laufbahn, Hauptstraße, dieses wiederum von lat. cursus = Lauf, Fahrt) stammt zwar von Pferderennen, bezeichnet aber heute meist eine langsame Fahrt mehrerer Fahrzeuge in einer Stadt oder von Booten auf dem Wasser.

## Geschichte
Korso bezeichnete früher vor dem 18. Jahrhundert ein Wettrennen reiterloser Pferde, wie sie vor allem in Italien auf Straßen und Plätzen stattfanden (siehe Palio).

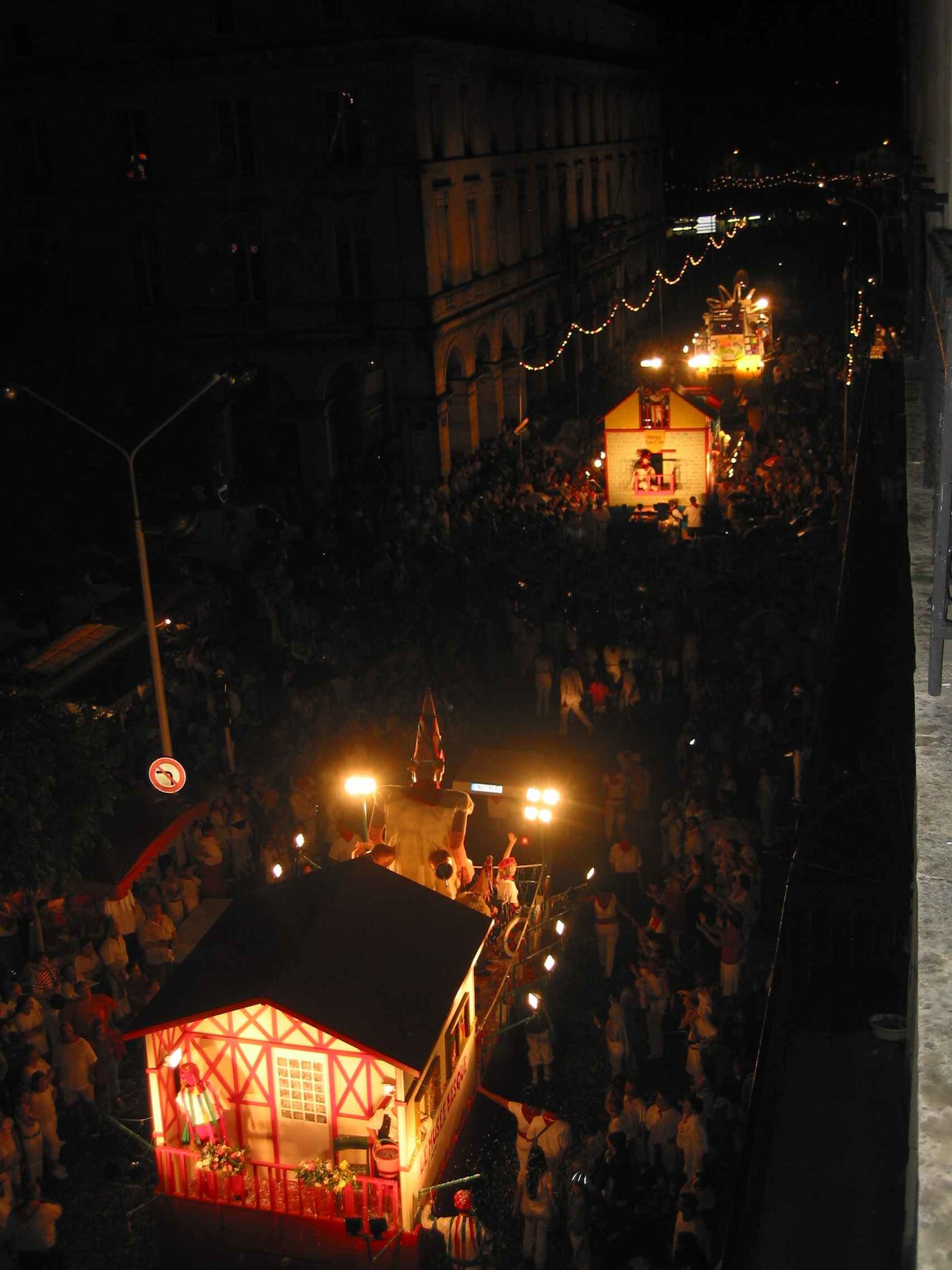
Lichterkorso in Bayonne

Später wurde der Begriff auf das langsame Durchfahren der Hauptstraßen einer Stadt in geschmückten Kutschen und Equipagen, hauptsächlich beim Karneval angewandt. Dieser Brauch, den auch Goethe in seiner Italienreise ausführlich beschreibt, gab in fast allen größeren Städten Italiens der Hauptstraße den gleichen Namen. Am bekanntesten ist der Korso in Rom. Bei Goethe heißt es dazu: … fahren die Kutschen nach und nach in den Korso hinein, in derselben Ordnung, wie wir sie oben beschrieben haben, als von der sonn- und festtägigen Spazierfahrt die Rede war, nur mit dem Unterschied, daß gegenwärtig die Fuhrwerke, die vom venezianischen Palast an der linken Seite herunterfahren, da, wo die Straße des Korso aufhört, wenden und sogleich an der andern Seite wieder herauffahren …

### Korso im 19. Jahrhundert
Im Deutschland und Österreich des 19. Jahrhunderts wurden sogenannte Frühlingskorsos in öffentlichen Parks der Hauptstädte, namentlich im Wiener Prater und im Berliner Tiergarten veranstaltet, wobei sich vor allem der Adel und das Großbürgertum zeigte und als Regel galt, dass keine gewöhnlichen Mietwagen mitfahren durften. Als 1856 in Charlottenburg eine Besserungsanstalt für gefallene Mädchen errichtet werden sollte, verhinderte dieses ein Einspruch des Polizeipräsidenten, der „Charlottenburg als vielbesuchten Vergnügungsvorort Berlins im Zeitalter der Korso Lustbarkeiten nicht als rechten Platz für eine Besserungsanstalt“ betrachtete.

### Blumenkorso

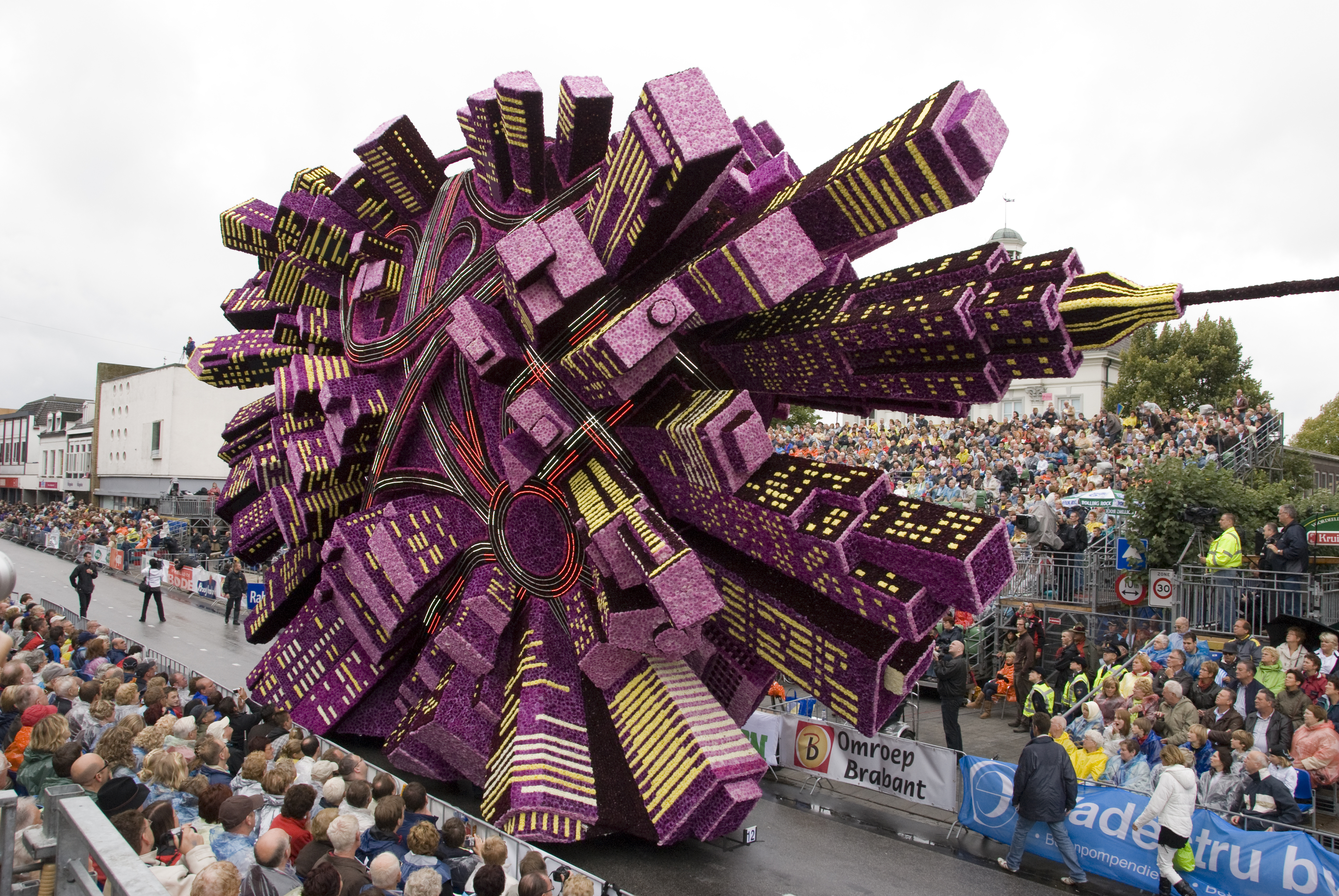
Gewinnerwagen des Blumenkorso Zundert, 2008

Heute bezeichnet man mit Korso auch Umzüge mit geschmückten Blumenwagen.
- Die bataille des fleurs auf dem Karneval in Nizza findet seit 1876 statt und ist damit der Blumenkorso mit der längsten Tradition
- Das auf der Rose Parade in Pasadena seit 1890 jährlich am 1. Januar stattfindende Tournament of Roses wird von etwa 700.000 Zuschauern besucht und von mehreren Millionen Fernsehzuschauern in über 50 Ländern live verfolgt
- Die Jersey Battle of Flowers wird seit 1902 jeweils im August ausgetragen.
- Der größte Blumenkorso in Europa findet jedes Jahr am ersten Sonntag im September in Zundert, Niederlande statt. Jedes Jahr werden sechs bis acht Millionen Dahlien verwendet, die Tradition besteht seit 1936.
- In Legden wurde am 3. Oktober 1926 der erste Blumenkorso veranstaltet und wurde unter dem Namen DahlKiBluko bekannt. Seit 1960 findet er alle drei Jahre statt, zuletzt am 17. September 2017. Es werden etwa 1,5 Millionen Dahlien verwendet.
- Der Blumenkorso in Bad Ems besteht seit 1964. Mit über 30 Wagen und mit über 1,5 Millionen verarbeiteten Blumen gilt er als die größte rollende Blumenschau Deutschlands.
- Der einzige grenzüberschreitende Blumenkorso findet in Vreden statt. Bereits seit 100 Jahren zieht der Rekkener Blumenkorsoverein Ende August über die deutsch-niederländische Grenze in das Vredener Kirchdorf Oldenkott.
- Im ostwestfälischen Levern in der Gemeinde Stemwede findet alle fünf Jahre Mitte August ein Blumenkorso statt. Die ca. 20 Festwagen werden dabei überwiegend mit Dahlien-Blüten geschmückt.
- Auch der alle zwei Jahre stattfindende Blumenkorso im nordhessischen Bad Wildungen zieht als eines der größten Feste der Badestadt bis zu 20.000 Besucher an.
- Im steirischen Bad Aussee findet seit 1960 das Narzissenfest mit Blumenkorso statt.
- Ein weiteres Narzissenfest findet alle zwei Jahre im französischen Gérardmer statt.
- Den Blumenkorso in Seefeld in Tirol gibt es seit 1969.
- Im belgischen Nordseebad Blankenberge und Loenhout, im ostbelgischen Hergenrath gibt es ebenfalls Blumenkorsos.
- In den Niederlanden sind außer dem im Zundert etwa 30 Blumenkorsos bekannt, u. a. in Vollenhove, St Jansklooster, Lichtenvoorde, Valkenswaard und in Noordwijk, welcher am Keukenhof entlangführt.
- Alle zwei Jahre findet in Rheydt am zweiten Septembersonntag im Rahmen des Blumensonntags ein Blumenkorso statt.

### Autokorso

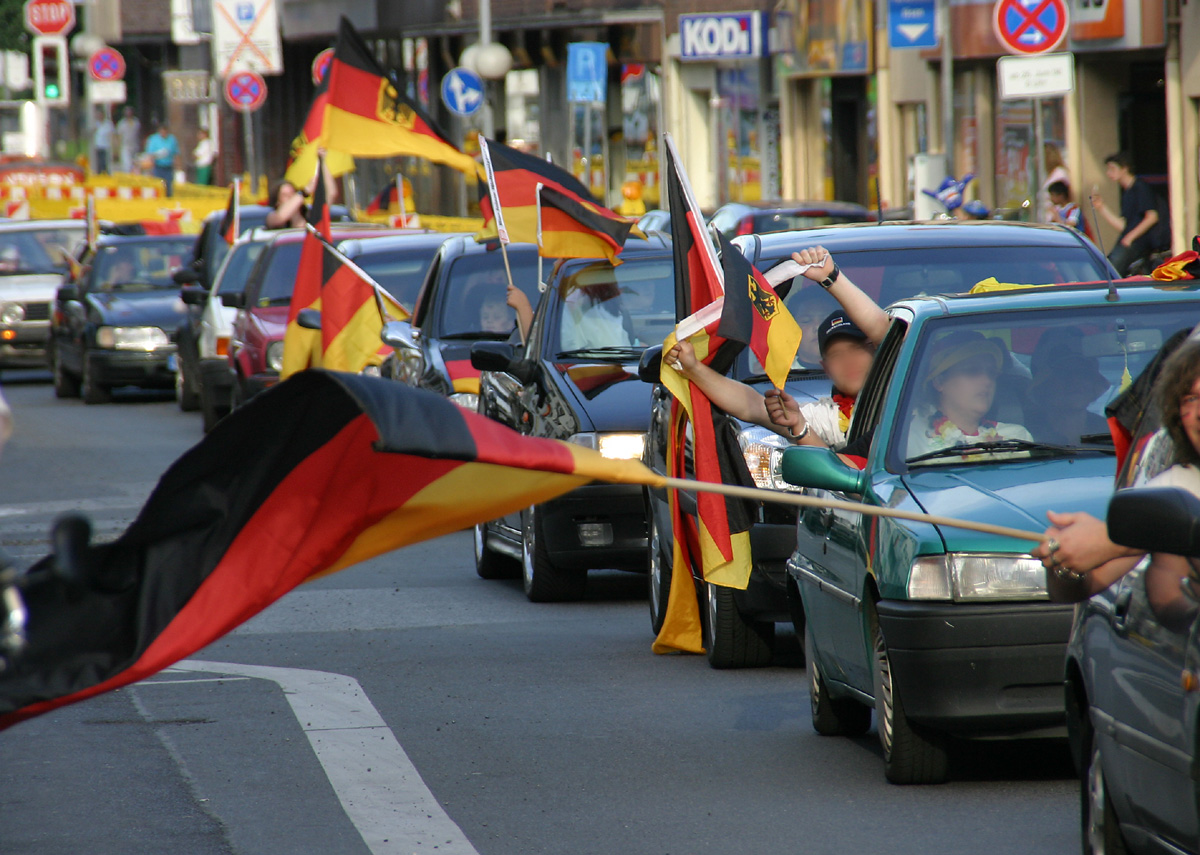
Autokorso während der Fußball-Weltmeisterschaft 2006

Der Autokorso bezeichnet den Brauch, hintereinander mit mehreren Autos hupend durch meist innerstädtische Straßen zu fahren. Ursprünglich war dieser Brauch eine südländische Form des spontanen Feierns und Jubilierens, z. B. nach einem Sieg einer Sportmannschaft oder einer Hochzeitsfeier. Insbesondere bei nationalen und internationalen Fußballwettbewerben kommen Autokorsos häufig zustande. Sie wurden in Deutschland und anderen mitteleuropäischen Staaten von Gastarbeitern aus Griechenland, Italien, Spanien, der Türkei und Kosovo/Albanien eingeführt und sind zunehmend auch bei einheimischen Fans populär.
Um Aufmerksamkeit zu erzeugen, wird gehupt, Beifahrer lehnen sich oftmals aus Wagenfenster und jubeln Passanten zu. Bei Hochzeiten werden am Auto, in dem das Brautpaar sitzt, meist Blechdosen befestigt. Bei sportlichen Siegen werden Nationalflaggen oder Vereinsembleme aus den Fenstern geschwenkt. Obwohl ein solcher Korso als Demonstration gilt, die ordnungspolitischen Maßnahmen wie Anmeldung usw. unterliegt, wird dies von den Behörden meist geduldet. Die Rechtslage ist jedoch unklar, dennoch ist bei der Benutzung von Fahrzeugen unnötiger Lärm sowie unnützes Hin- und Herfahren laut Straßenverkehrsordnung § 30 verboten.
Weiter gibt es auch Korsos mit anderen Fahrzeugen, z. B. mit Fahrrädern, Rollerskates bzw. Booten und Schiffen auf dem Wasser.

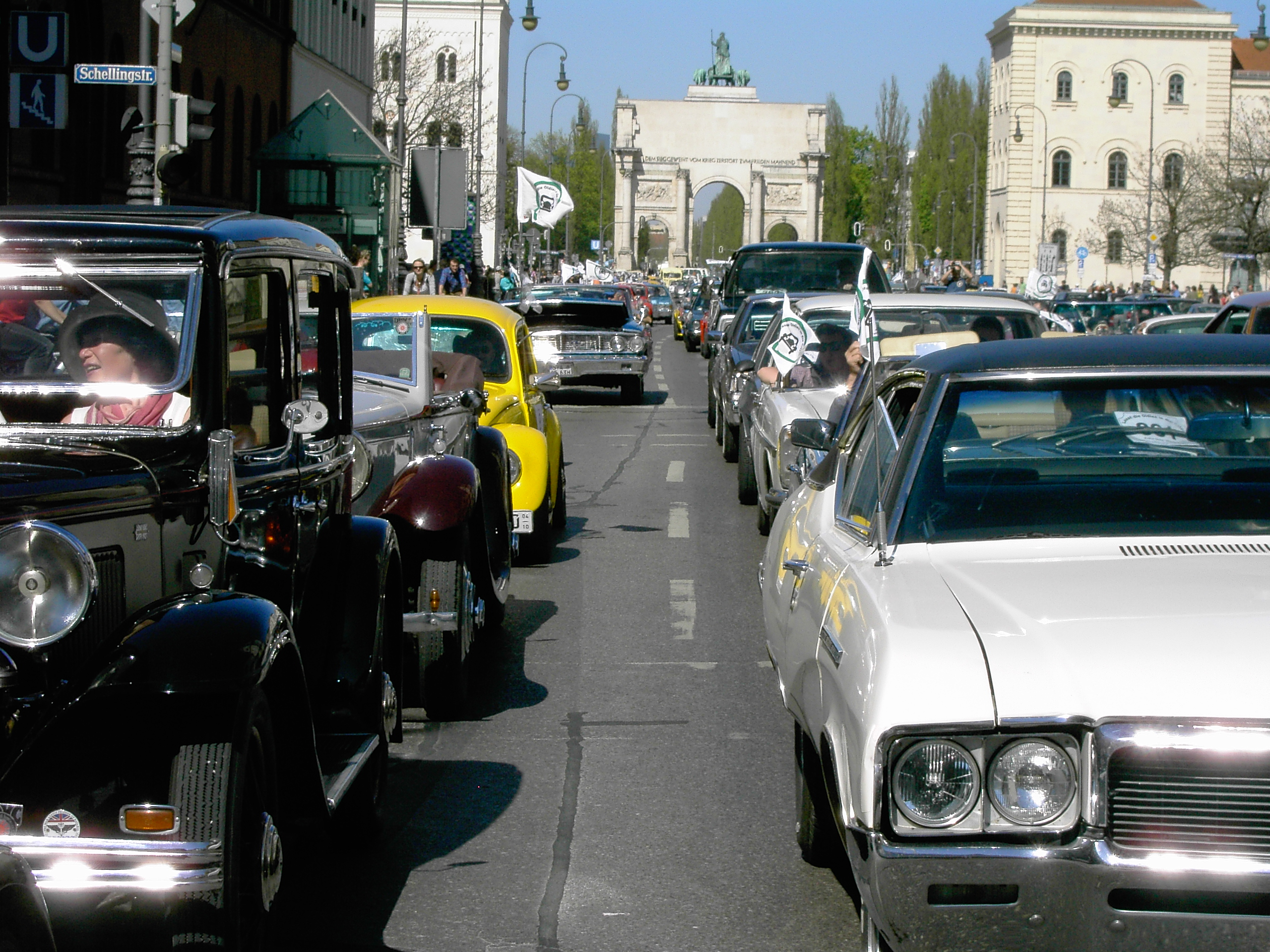
Aktionstag der Initiative Kulturgut Mobilität gegen Oldtimerfahrverbote in Umweltzonen

Fahrzeugkorsos werden auch als eine Form der Demonstration benutzt. In diesem Fall handelt es sich oft auch um genehmigte Veranstaltungen. So protestierten im Juli 2005 in Frankfurt/Main die Taxifahrer mit einem Korso durch die Straßen der Innenstadt, um auf ein Gerichtsverfahren gegen einen Überfall mit tödlichem Ausgang auf einen Kollegen aufmerksam zu machen.
Im April 2007 demonstrierten einige Tausend Old- und Youngtimerfahrer in verschiedenen deutschen Großstädten mit Autokorsos gegen durch die Feinstaubverordnung drohende Fahrverbote für ihre Fahrzeuge.

### Bootskorso

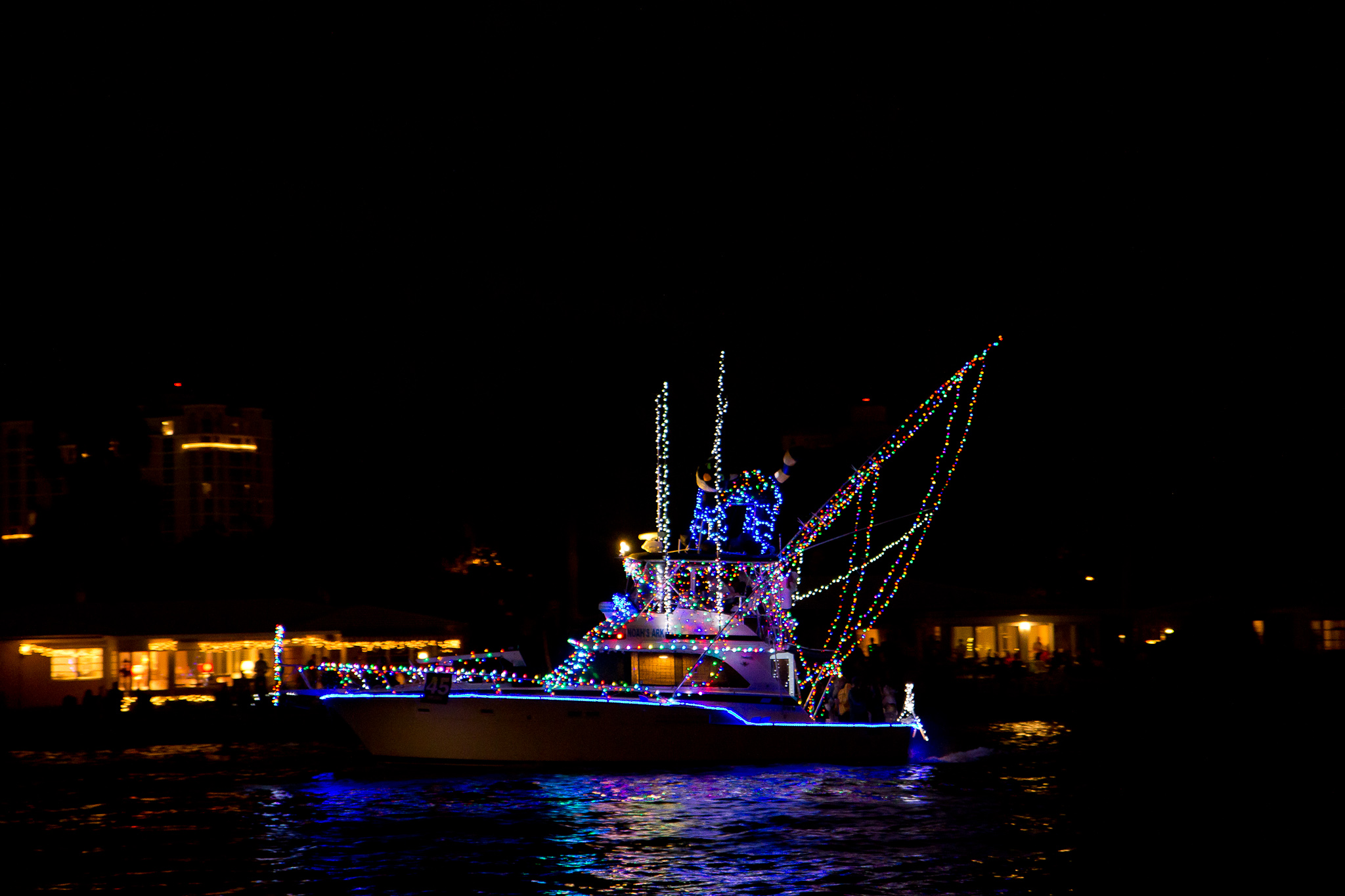
Boot beim Korso in Fort Lauderdale.

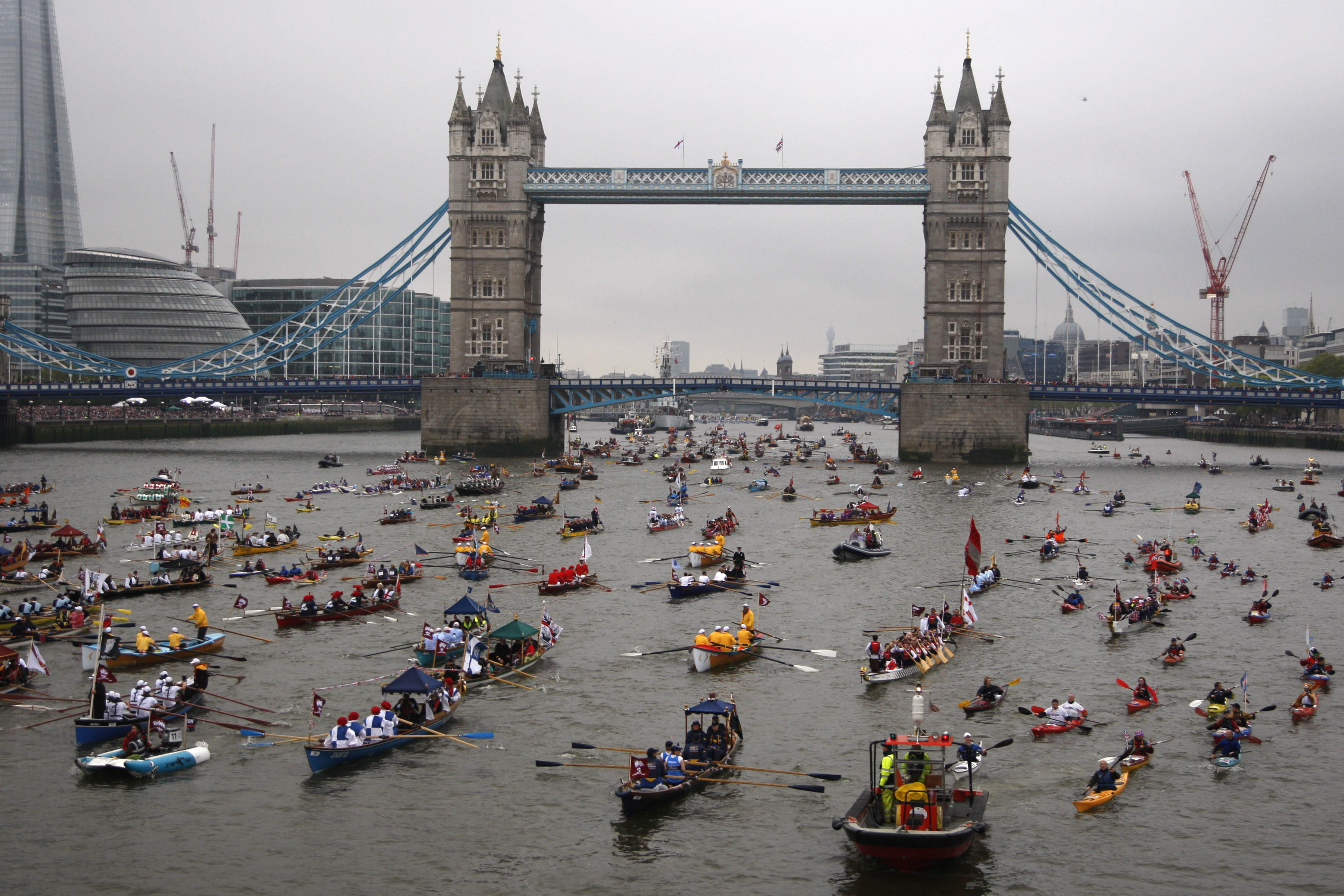
Bootsparade beim Diamantenen Thronjubiläum von Elisabeth II. 2012 in London auf der Themse.

Bei Bootskorsos oder -paraden fahren Boote als Formation an den Zuschauern entlang. Häufig finden diese in den Abendstunden mit beleuchteten Fahrzeugen statt. Einen Bootskorso gab es beispielsweise 1894 bei der Zweihundertjahr-Feier der Friedrichs-Universität Halle, heute wird er bei Volksfesten wie dem Halleschen Laternenfest, dem Narzissenfest im Ausseerland oder am Vorabend der Regata storica in Venedig veranstaltet. Bootskorsos wurden aber auch für politischen Protest genutzt, beispielsweise bei der Gay Parade in Amsterdam. Die laut Guinness-Buch der Rekorde bis zu diesem Zeitpunkt größte Bootsparade fand 2012 beim Diamantenen Thronjubiläum von Elisabeth II. in London auf der Themse statt.